# 岩橋大
岩橋 大（いわはし だい、1992年7月21日 - ）は日本の俳優である。キューブ所属。C.I.A.の元メンバー。福岡県久留米市出身。

## 出演
- 舞台
  - Seiren Musical Project　ミュージカル『FAME』
  - 劇団四季『ジーザス・クライスト＝スーパースター』ブレスパフォーミングアーツ公演
  - ゲキハロ第13回公演『我らジャンヌ〜少女聖戦歌劇〜』
  - わらび座『げんない』（2014年 - 2015年）
  - ミュージカル『グッバイ・ガール』（2015年）
  - ミュージカル『パッション』（2015年）
  - 『花より男子 The Musical』（2016年）
  - ミュージカル座『ルルドの奇跡』（2019年）
  - Parco Produce　ミュージカル『キャバレー』（2017年）
  - 『デスノート　THE MUSICAL』（2017年）
  - cube三銃士『MonSTARS Concert 〜Again』
  - 『戯伝写楽2018』（2018年）
  - 『放課後の厨房男子』（2018年）
  - ミュージカル『ハル』（2019年）
  - ミュージカル『フランケンシュタイン』（2019年）
  - 『未完の贈り物』（2019年）
  - 『マジシャンズ・イン・センチュリー』（2020年）
  - ミュージカル『レ・ミゼラブル』（2021年 - 2022年、2024年 - 2025年）[3]
  - 音楽劇『夜来香ラプソディ』（2022年）
  - ミュージカル『アラバスター』（2022年）
  - ミュージカル『天使にラブ・ソングを〜シスターアクト〜』（2022年 - 2023年）
  - 『日比谷のおと』（2023年）
  - ミュージカル『チャーリーとチョコレート工場』（2023年）
  - ミュージカル『町田くんの世界』（2024年）[4]
  - 『デスノート THE MUSICAL』（2025年 - 2026年公演予定）[5][6]